# République Murrawarri
La république Murrawarri est une micronation qui a déclaré son indépendance de l'Australie le 8 mai 2013, revendiquant un territoire chevauchant la frontière des États de la Nouvelle-Galles du Sud et du Queensland. Le territoire est la patrie traditionnelle du peuple Murawari (en), une nation aborigène, mais dont la population actuelle comprend principalement des Australiens non indigènes. Le gouvernement australien n'a pas reconnu la déclaration d'indépendance.

## Histoire

### La colonisation
En 1846, Thomas Mitchell fut le premier occidental à rencontrer des Muruwari. Mitchell cartographiait les rivières Culgoa (en) et Balonne. Il voit un Muruwari mayinj (homme) et sa mukinj (épouse) pêcher avec des cerceaux dans la rivière Balonne et leur a demandé de lui montrer la rivière Culgoa. Il les récompense avec un tomahawk en acier. À son retour dans la colonie, Mitchell rapporte avoir vu de bonnes terres de pâturage dans la région de Culgoa et il de prendre possession du territoire pour le pâturage du bétail.
En 1847, l'explorateur Edmund Kennedy se rend également les terres de Muruwari à la recherche de bonnes prairies pour le pâturage.
En 1853, la tension monte entre les deux communautés. Les occidentaux considèrent les Muruwari comme étant perfides et hostiles. De leur côté, les aborigènes se rendent compte que les chevaux, bétail, moutons et chèvres détruisent leurs terres et enfreignent les anciennes règles traditionnelles. Les Muruwari ne veulent pas de ces étranges animaux et ils essayent de les éliminer. Les occidentaux s'arment. De nombreux affrontements se produisent entre Muruwari et colons.
En 1859, à Hospital Creek (en), près de Brewarrina, en Nouvelle-Galles du Sud, des centaines d'autochtones sont massacrés en guise de punition pour le meurtre présumé d'un éleveur,. Des massacres ont également lieu à Butcher's Tree près de la mission Brewarrina et le long de la rivière Barwon. Pour éviter d'autres meurtres, les colons interdisent aux Muruwari d'accéder à la rivière.
Au début des années 1860, la « fièvre de l'or » entraîne les colons vers les champs aurifères au Victoria. Les Muruwari deviennent pasteurs pour s'occuper du bétail abandonné.
Devenus sédentaires, des problèmes majeurs et nouveaux se posent pour les Muruwari : la pandémie de grippe de 1918 fait des ravages parmi les aborigènes ; l'alcool et ses problèmes sociaux entre nous ; les mariages entre colons (stockmen (en)) et Muruwari ; la police qui gère la distribution de la nourriture. Cette dernière, en particulier, devient un problème. Les Muruwari doivent s'adapter à la nourriture occidentale qui est très différente de la traditionnelle.

### Déclaration d'indépendance
Le 30 mars 2013, la république Murrawarri a publié une déclaration annonçant son indépendance. Le Conseil populaire des Murrawarri donne à la reine d'Angleterre, Élisabeth II, au premier ministre d'Australie, Julia Gillard, ainsi qu'aux premiers ministres du Queensland, Campbell Newman, et de la Nouvelle-Galles du Sud, Barry O'Farrell, 21 jours pour répondre à la déclaration ainsi qu'à leur demande de documents.
Les demandes spécifiques, adressées à la reine Élisabeth II, étaient :
- Documents de traité entre la nation Murrawarri et la Couronne de Grande-Bretagne décrivant les conditions d'un tel traité,
- Un acte de cession qui montre que la nation Murrawarri a cédé la souveraineté, la domination et l'ultime (radical) à la Couronne de Grande-Bretagne,
ou
- Documents montrant une déclaration de guerre contre la nation Murrawarri et son peuple par la Couronne de Grande-Bretagne.

Le délai expire le 8 mai 2013 sans que la Couronne n'ayant répondu. Le Conseil interprète alors leur incapacité à produire les documents demandés comme une confirmation que  la république Murrawarri est un État libre et indépendant continu, conformément au droit international et aux pactes internationaux.
Le 12 mai 2013, le peuple Murawari présente sa déclaration de souveraineté aux Nations unies, demandant qu'il soit reconnu comme le plus récent pays du monde.
Le 13 mai 2013, la république Murrawarri annonce la création d'un ministère de la Défense,.
La Déclaration d'indépendance continue stipule qu'il y aura un référendum pour la mise en place d'élus au plus tard le 1er avril 2014 et que, jusqu'à ce référendum, le Conseil du peuple agira en tant qu'organe directeur.
Le 30 mai 2013, Time rapporte que le procureur général du gouvernement australien n'avait pas répondu parce qu'il n'y avait pas de base légale pour une réponse, un point de vue soutenu par George Newhouse (en), un avocat des droits de l'homme, connu pour son travail auprès des autochtones australiens.

### Suites
Alors que les États-Unis, le Canada et la Nouvelle-Zélande avancent vers la reconnaissance des peuples aborigènes, l'Australie, qui ne compte plus le nombre de micronations sur son territoire, ne propose que des gestes symboliques alors que les aborigènes veulent des traités.
Le 26 janvier 2021, des citoyens de la république sont présents lors de la marche pacifique du jour de l'invasion à Sydney, malgré son interdiction. Plusieurs manifestants sont arrêtés.

## Géographie
La république Murrawarri identifie son territoire comme étant de forme à peu près triangulaire, traversant la frontière Queensland/Nouvelle-Galles du Sud avec son sommet à l'est près des deux frontières de l'État à environ 600 km de l'océan pacifique, du côté terrestre de la Cordillère australienne, son sommet nord-ouest près de la ville de Cunnamulla dans le Queensland et son sommet sud-ouest au confluent des rivières Darling et Warrego. Il fait environ 200 km d'est en ouest et environ 250 km du nord au sud, le tout sur une superficie de 81 796 km2, mais cette zone ne correspond pas aux mesures prises sur la carte.
L'incohérence entre la revendication territoriale de Murrawarri et la superficie réelle de la terre revendiquée a été spécifiquement examinée dans une étude publiée par Indigenous Policy Journal, qui confirme que la véritable superficie de Murrawarri est d'environ 22 170 km2, soit moins d'un tiers de ce qui est officiellement revendiqué. L'étude a également conclu que « la proclamation de la République Murrawarri exerce actuellement une influence significative sur des contextes similaires en Australie», renforçant ainsi le débat sur la souveraineté aborigène ».
Le site de First Peoples Worldwide estime la population de la république Murrawarri à environ 4 000 habitants, mais cette valeur n'est pas conforme aux chiffres du recensement.
La végétation et le climat dominants, basés sur la classification de Köppen, sont décrits comme des prairies chaudes et constamment sèches. Les températures maximales et minimales moyennes en janvier sont respectivement d'environ 36° C et 18° C et en juillet de 22° C et 5° C respectivement. Les précipitations sont d'environ 360 mm par an, avec plus de pluie en été qu'en hiver.
La Mitchell Highway (A71) traverse le Territoire du Nord au sud.

## Gouvernance
Le Conseil d'État provisoire est l'organe directeur de la république Murrawarri. La première réunion du Conseil populaire s'est tenue à Weilmoringle le 13 juillet 2013, où a été adoptée une résolution à l'unanimité pour la création du Conseil d'État provisoire.
Il est composé de 11 membres dont Fred Hooper est l'actuel président du Conseil d'État provisoire.

## Signification du drapeau
Le marron représente la terre et le bleu clair pour le ciel d'où résident les esprits Murrawarri jusqu'à leur retour sur l'étoile filante, ainsi que l'eau et les gens. L'étoile blanche dans le coin supérieur gauche a huit pointes qui représentent les huit groupes de clans de la République Murrawarri.